# StartupJobs.cz
StartupJobs.cz je internetový portál práce v České republice byl spuštěn v roce 2012. Portál je zaměřen na nabídky od startupů. Uchazeči o práci zde mohou najít aktuální nabídky práce nebo znalostní testy. Uchazeč si může vytvořit životopis, čímž se dostane do databáze životopisů, která je přístupná personalistům inzerujících firem. Zájemci o práci i široká veřejnost mohou také využít znalostních testů z různých převážně technologických oborů (PHP, HTML, CSS,...)
Provozovatelem portálu StartupJobs.cz je společnost StartupJobs.com s.r.o.

## Vize
„StartupJobs vám pomůže najít práci, která vás bude bavit!"

## Historie
Portál StartupJobs byl spuštěn 27.6.2012 a vznikl za účelem vytvořit místo pro pracovní nabídky pro startup firmy. V roce 2013 získává investici od společnosti MITON. V roce 2014 vytváří projekt StartupMap.cz, mapu českých startupů. Začátkem roku 2015 spouští společnost ve spolupráci se společností cut-e projekty Hiri.cz a Hiri PRO zaměřené na znalostní a psychometrické testování. V roce 2018 expanduje do Polska se StartupJobs.pl.

## Portfolio
2012 - pracovní portál StartupJobs.cz

2013 - spuštěno testování znalostí na StartupJobs.cz

2014 - mapa startupů StartupMap.cz

2015 - nástroj pro firmy pro znalostní a psychometrické testování Hiri PRO

2015 - nástroj pro zaměstnance a zájemce o práci Hiri.cz

2018 - spuštění polské verze StartupJobs.pl

2018 - akvizice domény StartupJobs.com

## Testování
StartupJobs.cz nabízí možnost testování znalostními testy. Testy jsou zaměřeny především na programovací jazyky (PHP, HTML, CSS a další.). Každý test trvá 20 minut a skládá se z 20 otázek a čtyř možností, které se pomocí generátoru položek náhodně generují pro každého testovaného. V roce 2014 se znalostními testy otestovalo 17.000 lidí